# École de l'infanterie
Pour les articles homonymes, voir EAI.
L'École de l'infanterie (EI), anciennement École d'application de l'infanterie (EAI), est une école de formation formant les officiers, les sous-officiers et certains soldats spécialistes de l'infanterie française installée à Draguignan depuis 2010. Auparavant, elle était située à Montpellier.
L'école organise plus de 70 stages différents (formation générale, formation de spécialité, formations d'adaptation) pour environ 1 500 stagiaires par an. Par ailleurs, environ 500 stagiaires des armées étrangères et des autres ministères passent annuellement à l'école d'infanterie pour y acquérir de nouvelles connaissances et/ou savoir-faire.

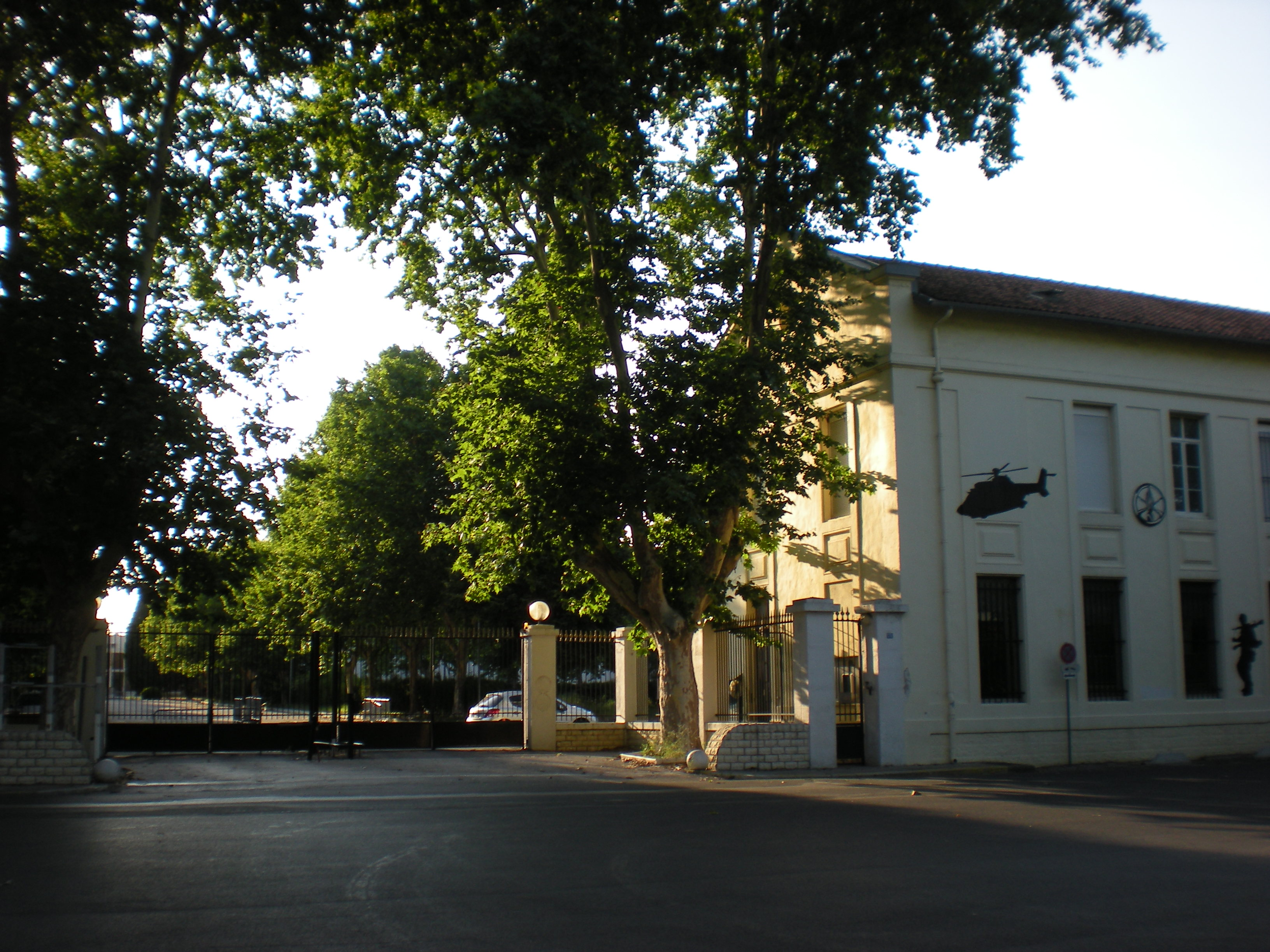
Entrée principale de l'ancienne EAI à Montpellier.

## Histoire

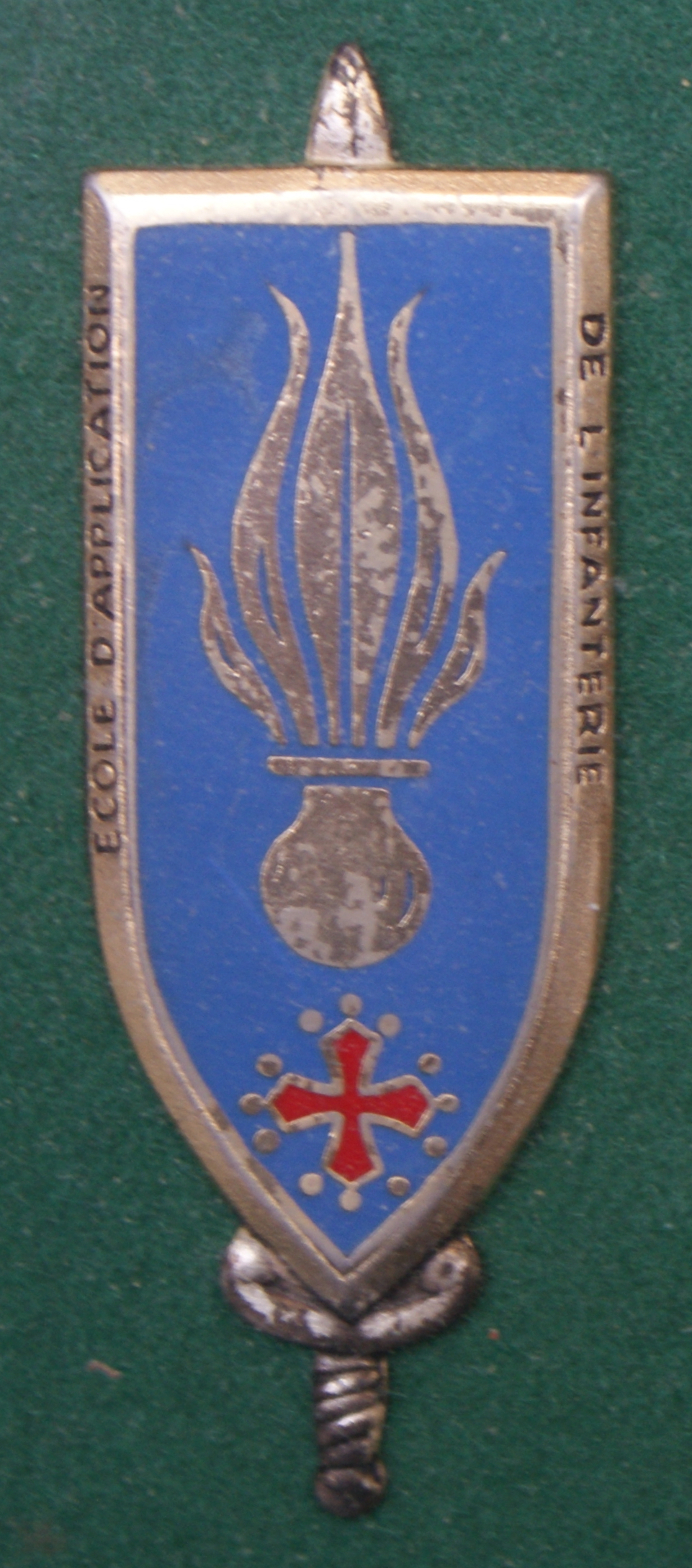
Insigne de l'EAI (Montpellier 1980)

Le général Ducrot crée en 1873 l'École Militaire d'Infanterie au camp d'Avord. En 1880, on décide de créer à Saint-Maixent une école militaire dans l'enceinte du château. Il s'agit en fait du transfert de l'E.M.I d'Avord à Saint-Maixent. Les premiers élèves arrivent le 20 avril 1881 et s'installent provisoirement dans les quartiers militaires existants. 
Le général Callies crée le 30 janvier 1946 à Auvours (Sarthe), l'École d'Application de l'Infanterie (EAI). Elle a alors pour but la formation de spécialiste des jeunes officiers sortant de l'école spéciale militaire interarmes Saint-Cyr.
Le 15 octobre 1948, l'école quitte sa garnison d'Auvours pour s'installer à Coëtquidan, directement à proximité de l'ESMIA.
En octobre 1951, l'EAI rejoint Saint-Maixent. Elle assure alors la formation des officiers élèves de toutes origines statutaires (officiers d'active de l'ESMIA, anciens sous-officiers accédant à l'Épaulette, élèves officiers de réserve) ainsi que des sous-officiers d'active.
Le 15 janvier 1955, une nouvelle unité d'instruction voit le jour : le groupement chargé du perfectionnement des capitaines et commandants d'active ainsi que des officiers de réserve proposables à l'avancement.
En 1959, l’EMI est transférée à Cherchell, en Algérie, pour la formation des officiers de réserve.
Cette section est rapatriée à Montpellier en octobre 1962 au quartier Lepic.
Le 1er août 1967, l'école fusionne à Montpellier avec l'ancienne école militaire d'infanterie. Par la suite, elle se verra confier les missions dévolues au Centre de perfectionnement des cadres de l'infanterie de Besançon (1969), puis du Centre d'instruction spécialisé du tir et du combat de nuit de Montauban. Elle est soutenue par le 81e Régiment d'infanterie de commandement et de soutien (81e RICS).
À la suite de la réforme de la carte militaire, décidée en 2008, l'école d'infanterie a déménagé à Draguignan à la rentrée 2010. Elle perd également ses unités subordonnées : "Groupement d'instruction du camp des garrigues, le 3e Régiment d'infanterie" et "Groupement de soutien de l'EAI, le 81e Régiment d'infanterie" qui sont définitivement dissous.

## Missions
Les missions de l'école sont :
- la formation des cadres d’active et de réserve[2], officiers et sous-officiers, destinés à servir dans tous les régiments d’infanterie français (troupes de marine, infanterie motorisée, mécanisée, parachutistes, chasseurs alpins, Légion étrangère, etc.) Les officiers et sous-officiers y effectuent leur formation initiale (à l'exception des sous-officiers de Légion étrangère, formés en interne au 4e RE) ainsi que leur formation continue tout au long de leur carrière (formation de cursus pour acquérir un nouveau grade, formations de spécialité ou formation d'adaptation sur de nouveaux matériels)
- les missions d'étude et de prospective qui ont pour objectif de développer l'infanterie du futur, tant dans ses tactiques que dans ses matériels
- des missions de soutien au profit du camp des Garrigues et des différentes unités de la garnison de Montpellier
- des missions opérationnelles comme la mise en œuvre des plans de crise, dans la région

## Revue
Fantassins est une revue bilingue, réalisée par l'École de l'infanterie, publiée en français et anglais, dans chacun des numéros.
Ses articles traitent de l'infanterie en général, de son évolution technique, tactique et matérielle, avec des articles rédigés par des officiers, d'état-major ou de régiment, se basant le plus souvent sur leur expérience personnelle, leurs stages, tests, etc.

## Sources